# إعلام إلكتروني

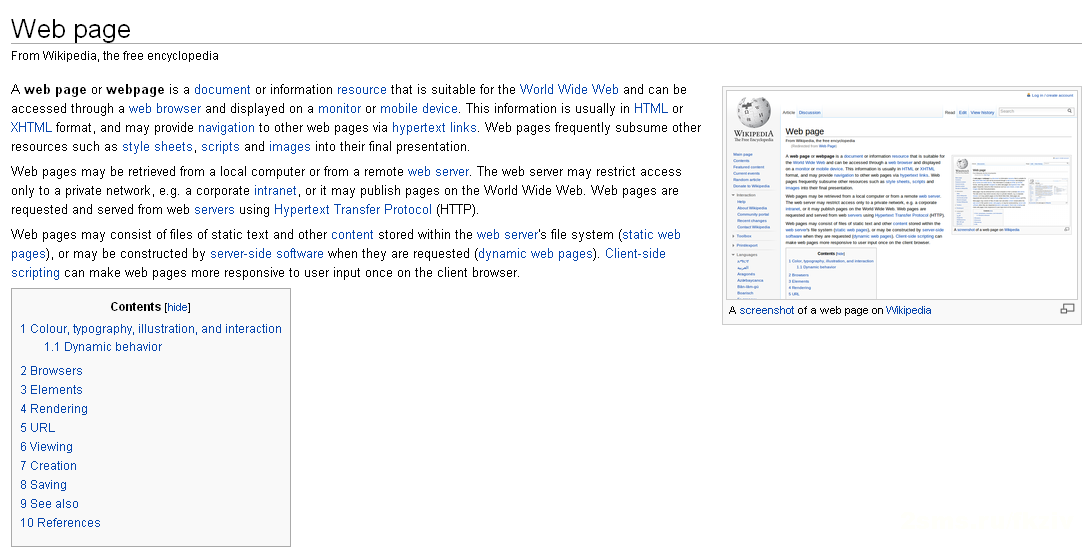

الإعلام الإلكتروني (بالإنجليزية: Electronic media) هو الإعلام الذي يتم عبر الطرق الإلكترونية وعلى رأسها الإنترنت، يحظى هذا النوع من الإعلام بحصة متنامية في سوق الإعلام وذلك نتيجة لسهولة الوصول إليه وسرعة إنتاجه وتطويره وتحديثه كما يتمتع بمساحة أكبر من الحرية الفكرية. تعد التسجيلات الصوتية والمرئية والوسائط المتعددة الأقراص المدمجة والإنترنت أهم أشكال الإعلام الإلكتروني الحديث.
غدا واضحاً أن نشأة أي وسيلة إعلامية جديدة لا تلغي ما سبقها من وسائل، فالمذياع لم يلغ الصحيفة والتلفاز لم يلغ المذياع، ولكن الملاحظ أن كل طرق الإعلام المستحدثة يخصم الكثير من جمهور الطرق القديمة ويغير أنماط الاستخدام وفقاً لإمكانيات الوسيلة الجديدة.
فرض ظهور الإنترنت ومن بعد الإعلام الإلكتروني وسيفرض واقعاً مختلفاً تماماً، إذ إنه لا يعد تطويراً فقط لوسائل الإعلام السابقة وإنما هو وسيلة احتوت كل ما سبقها من وسائل، فأصبح هناك الصحافة الإلكترونية المكتوبة، وكذلك الإعلام الإلكتروني المرئي والمسموع، بل إن الدمج بين كل هذه الأنماط والتداخل بينها أفرز قوالب إعلامية متنوعة ومتعددة بما لا يمكن حصره أو التنبؤ بإمكانياته.
ليس هذا وفقط بل يكفي علماً أن عدد مستخدمي الإنترنت في الشرق الأوسط وحدها بلغ 45,861,346 مستخدماً يمثلون 13% من تعداد السكان، ونسبة 8.8 %% من المستخدمين في العالم، وبنسبة تضاعف بلغت 1,296.2 % خلال السنوات الثماني الماضية (2000-2008)  و 491.4% في العام الأخير فقط، يتضاعف هذا الرقم في ظل ثورة الإنفوميديا والتي تتجسد في الدمج بين وسائل الإعلام والاتصال فبثت القنوات التلفزيونية على الهاتف المحمول مثل شركة الاتصالات الإماراتية التي بثت عشر قنوات ترفيهية وإخبارية، وكذلك تطوير شبكات المحمول والإنترنت تم تصفح المواقع الإلكترونية عبر الهاتف المحمول بسرعة وجودة توازي التصفح على الحواسيب، حيث بلغ عدد مستخدمي الهواتف المحمولة على مستوى العالم ما يفوق أربعة مليارات مستخدم،
لم يتوقف التغير على والوسيلة الإعلامية فقط أو كم الجمهور وإنما تعداه لطبيعة هذا الجمهور وموقعه من العملية الإعلامية المكونة من مرسل ومستقبل ووسيلة ورسالة ورجع صدى، إذ تغيرت تماماً عناصر هذه العملية في ظل ثورة الإعلام الإلكتروني وصار بينها نوع من التداخل والتطور النوعي أهمه اختفاء الحدود بين المرسل والمستقبل فأصبح الجمهور هو صانع الرسالة الإعلامية، وأبرز مثال على ذلك ظاهرة المواطن الصحفي والتي مثلت اتجاه كاسح في الإعلام الإلكتروني الغربي.
كل ما سبق وغيره مما يصعب حصره من الأسباب تؤكد أن الإعلام الإلكتروني هو إعلام المستقبل، ومن ثم وجب الاهتمام به وأداؤه بالشكل الأمثل، والدليل على ذلك اتجاه كثير من الصحف الغربية والأمريكية تحديدا إلى التحول من الشكل التقليدي إلى الإعلام الإلكتروني، وخاصة في ظل الأزمة المالية التي عصفت بالعالم عامي 2008 و2009 والتي ولدت أزمات مالية لكثير من جوانب الاقتصاد بما فيها المؤسسات الصحفية التي تعمل على أنها مؤسسة ربحية تصرف من مداخيلها.
أثبت الإعلام الإلكتروني في سنوات عمره القليلة (تم التعارف على أن عام 1992 هو عام ظهور أو صحيفة إلكترونية في العالم)، أثبت أنه أكثر جدوى في الوصول إلى الجمهور من الصحف التقليدية، وكثيرا ما يلبي احتياجات قراء الصحف ومشاهدي التلفزيون ومستمعي الإذاعة في آن واحد، كما تعد هذه الوسيلة الإعلامية ثورة في مجال التفاعل مع الجمهور، إذ أثبتت قدرة هائلة على تقديم مواد تفاعلية لم يسبق أن قدم التاريخ مثيلا لها حتى في التواصل المباشر بين الأشخاص.
كشفت دراسة ألمانية حديثة أن الإنترنت أصبح أهم وسيلة إعلام متعددة المهام بالنسبة للشباب، بينما تراجع الدور الذي تلعبه وسائل الإعلام التقليدية في حياة معظم الشباب بألمانيا. وأظهرت الدراسة التي نشرت نتائجها امس الخميس أن 93% من الشباب في ألمانيا يستخدمون الإنترنت يوميا، كما أشارت الدراسة إلى تزايد أهمية شبكات التواصل الاجتماعي على الإنترنت بالنسبة للشباب. وفي المقابل يطالع 21% فقط من «جيل الشبكة العنكبوتية» الصحف، و6% المجلات.
ورغم أن التليفزيون والإذاعة ما زالا يتم استخدامهما كثيرا، فإن أهميتهما تتراجع أمام الإنترنت، حيث أظهر الاستطلاع أن 57% من الشباب يشاهدون التليفزيون يوميا، بينما يسمع الإذاعة نسبة 42% فقط.
ومن ناحية أخرى كشفت الدراسة أن من أهم الأمور التي يوليها الشباب اهتماما في حياتهم هي الشعور بالأمن والاستقرار الوظيفي والاستمتاع بالحياة الخاصة. وأظهرت الدراسة أن الصداقات الحميمة تمثل أهمية خاصة بالنسبة ل91% من الشباب، كما يرى 84% منهم أن الحصول على وظيفة آمنة من الأمور المهمة في الحياة. ويحرص 54% من الشباب على تحقيق الأمان المالي من خلال الالتحاق بوظيفة ذات راتب مرتفع، بينما يرى 58% منهم أن توفير وقت كاف للحياة الخاصة أمر مهم بالنسبة لهم.
أجرى الدراسة شبكة التواصل الاجتماعي «في.زد». وشملت الدراسة، التي تعتبر الأكبر من نوعها في ألمانيا بحسب بيانات الشبكة، نحو 30 ألف شخص تتراوح أعمارهم بين 14 و 29 عاما. وتم إجراء الدراسة، التي استطلعت آراء الشباب عبر الإنترنت، بالتعاون مع شركة «إيكون كيدز أند يوث» الدولية المتخصصة في أبحاث الشباب.
أظهرت دراسة ألمانية أن ثلث مستخدمي الإنترنت من الشباب تعرض مرة على الأقل لالتحرش عبر الإنترنت. وحسب الدراسة التي أجراها خبراء شركة تشنيكر كرانكنكاسه تي كيه للتأمين الصحي في ألمانيا فإن واحدا من بين كل عشرة من مستخدمي الإنترنت تحرش بآخرين يوما ما عبر الإنترنت في حين لا يستبعد واحد من كل خمسة من مستخدمي الإنترنت أن يضايق الآخرين إلكترونيا ذات يوم. شملت الدراسة نحو ألف شخص في سن 14 إلى 20 عاما في ألمانيا. وجاء في الدراسة أن المضايقات الشخصية التي كان يتعرض لها تلاميذ في الفصول المدرسية من قبل تحولت في القرن الحادي والعشرين إلى تحرشات عبر الإنترنت يقوم خلالها الفتيان والشبيبة بالهجوم إلكترونيا على نظرائهم عبر الشبكة العنكبوتية. وكثيرا ما يصاب ضحايا هذه التحرشات باليأس والإحباط والعجز والأرق والصداع.
يشكل الفضاء[ ؟ ] الافتراضي أهم إنجازات ثورة تكنولوجيا المعلومات والاتصالات التي شهدها العالم، فالتطور المذهل لشبكة المعلومات الدولية (الإنترنت) وانتشار التقنيات الحديثة للاتصال، وتزايد تطبيقاتها في مجال الاعلام والاتصال، ساهم في ظهور نوع جديد من الإعلام، وهو الإعلام الإلكتروني المقروء والمرئي والمسموع، الذي يعتبر ظاهرة اعلامية جديدة يتميز بسرعة الانتشار والوصول إلى أكبر عدد من الجمهور وبأقصر وقت ممكن وأقل تكلفة، وبات يشكل نافذة مهمة جداً لنشر المعلومات والحصول عليها.
ظهر جيل جديد لم يعد يتفاعل مع الاعلام التقليدي بقدر ما يتفاعل مع الاعلام الإلكتروني يسمى بالجيل الشبكي أو جيل الإنترنت، وأصبحت هناك شبكات تواصل اجتماعي كـ (تويتر، الفيسبوك) كوسيلة للتواصل بين الناس حيث جعل من الفرد مؤسسة إعلامية ينشر مواده الاعلامية على شبكات التواصل الاجتماعي.
أصبح الإعلام الإلكتروني محور الحياة المعاصرة له أهميه كبيرة باحتواء قضايا الفكر والثقافة وبات يطلق عليها (ثقافة التكنولوجيا) أو (ثقافة الميديا)، أصبح مستخدموا الإنترنت في العالم في تزايد مستمر في ظل ثورة الانفوميديا والتي تتجسد في الدمج بين وسائل الإعلام والاتصال فالقنوات التلفزيونية أمكن لها أن تبث برامجها عبر الموبايل؛ وبذلك استطاع الإعلام الإلكتروني أن يفرض واقعاً مختلفاً على الصعيد الإعلامي والثقافي والفكري والسياسي، فهو لا يعد تطويراً فقط لوسائل الإعلام التقليدية وإنما هو وسيلة إعلامية احتوت كل ما سبقها من وسائل الاعلام، من خلال انتشار المواقع والمدونات الإلكترونية وظهور الصحف والمجلات الالكترونية التي تصدر عبر الإنترنت، بل إن الدمج بين كل هذه الأنماط والتداخل بينها أفرز قوالب إعلامية متنوعة ومتعددة بما لا يمكن حصره أو التنبؤ بإمكانياته، فالعصر الحالي يعد بحق عصر الإعلام الإلكتروني، إعلام المستقبل، والعالم أجمع يتجة اليوم بشكل عام نحو الإنترنت وتطبيقاته في المجالات المختلفة.
يمكن ان نطلق مفهوم الإعلام الإلكتروني مجازيا على ماسبق ذكرة. لكن الاشمل ولمايحويه من كافة فنون الصحافة والإذاعة والتلفاز اندمجت في قالب واحد حيث تعقدت التفرقة بينها بشكل هائل فهل تكون نشر صحفي ام اذاعي ام تلفازي وتحت أي مفهوم تندرج لذلك ومن منطلق الشمولية يمكن ام نقول اعلام رقمي يستخدم من قبل أي شخص وفي أي وقت.

## مفهوم الإعلام الإلكتروني
نظرا لحداثة مصطلح الإعلام الإلكتروني فقد اختلف العلماء والخبراء في وضع تعريف محدد له، ولكننا سنركز على تعريف اللجنة العربية للإعلام فتعُرف الإعلام الإلكتروني بأنه: (الخدمات والنماذج الإعلامية الجديدة التي تتيح نشأة وتطوير محتوى وسائل الاتصال الإعلامي آلياً أو شبه آلي في العملية الإعلامية باستخدام التقنيات الإلكترونية الحديثة الناتجة عن اندماج تكنولوجيا الاتصالات والمعلومات كنواقل إعلامية غنية بإمكاناتها في الشكل والمضمون ويشمل الإشارات والمعلومات والصور والأصوات المكونة لمواد إعلامية).
ويمكن وضع تعريف مختصر للإعلام الإلكتروني (هو نوع جديد من الإعلام ينشط في الفضاء الافتراضي ويستخدم الوسائط الإلكترونية كأدوات له تديرها دول ومؤسسات وأفراد بقدرات وإمكانيات متباينة، يتميز بسرعة الانتشار وقلة التكلفة وشدة التأثير).

## نظرية الإعلام الإلكتروني
أولاً: أطر المديات العامة لنظرية المجال العام بوصفه نظرية الإعلام الإلكتروني
إن الأسس النظرية للإعلام الإلكتروني مبنية على النظرية التي صاغها الفيلسوف الألماني المعاصر يورغن هابرماس والتي تسمى بنظرية المجال العام.
حيث كثرت الحوارات والمناقشات العلمية حول مفهوم المجال العام منذ أن قام هابرماس بنشر كتابه التحول البنائي للمجال العام، عام 1989 (Structual Trsnsformation of the Puplic Sphere).
وكان قد سبق نشر هذا الكتاب باللغة الألمانية[ ؟ ] عام 1961، ولكن ذيوع المفهوم وانتشاره ارتبط بالترجمة الإنجليزية التي صدرت عام 1989، وأصبح مصطلح المجال العام مفهوماً مركزياً في مجال الدراسات الإعلامية في السنوات الأخيرة.
إذ يشرح النظرية كيف أن وسائل الإعلام نقلت النقاش من المجال العام إلى المجال الخاص تتم فيه صناعة منتج إعلامي قادر على اختراق العقول وإيهامها وإبعادها عن الحقائق، كما أكد فيها أن وسائل الإعلام الإلكتروني تخلق حالة من الجدل بين الجمهور تتيح تأثيرا كبيرا في القضايا العامة وتؤثر على النخبة والنخبة الحاكمة والجمهور مما يعني أن ثقافة الإنترنت أصبح لها جماهيرها وشعبيتها وهي في ازدياد مطرد على العكس من قراء الصحف والكتب لاعتبارات عدة، إذ تشير الإحصائيات التي جرت مؤخرا بأن أكثر من 80% من فئة الشباب يفضلون التعامل مع الإعلام الإلكتروني، لأنه يتيح لهم إمكانيات تفاعلية عديدة مثل الدردشة والتعليق بسرعة والتزامنية الشديدة، مما يؤكد بأنه المستقبل للإعلام الإلكتروني.
طور هابرماس مفهوم المجال العام كجزء من الحياة الاجتماعية حيث يستطيع المواطنون أن يتبادلوا الآراء بطرق تهم المجتمع كله وهو ما يؤدي إلى تشكيل الرأي العام، حيث يظهر المجال العام للوجود عندما يتجمع الناس لكي يناقشوا القضايا الإعلامية والسياسية المشتركة. وتحاول النظرية أن تشرح الأسس الاجتماعية للديموقراطية من خلال النظر إلى المنظمات محددة الهوية والقائمة على أسس اجتماعية وثقافية مشتركة داخل المجتمع المدني كمنظمات قادرة على تطوير خطاب نقدي فعال يستطيع التقريب بين وجهات النظر المتعارضة. وقد دعم الإنترنت فكرة ساحات النقاش حول المجال العام المشترك الذي يجمع أفراد الرأي العام ويدخلهم في حالة حوار حول القضايا التي يهتمون بها ويتأسس هذا النوع من النقاش على فكرة التفاعلية التي تفوق بها الإنترنت على وسائل الإعلام التقليدية فالإنترنت دعم مفهوم دمقرطة وسائل الإنتاج الإعلامي ويُسر فكرة المشاركة بين مجموعة من الأفراد في مساحة تتيح لهم تبادل الرأي والمعلومات حول القضايا الخلافية وتقريب وجهات النظر بينهم فساحات النقاش والمنتديات والمجموعات البريدية كلها أشكال اتصال تكنولوجية أوجدها الإنترنت فدعم من خلالها عملية الاتصال بين الجماعات وتشمل أجندة الاهتمامات التي يتم الاتصال حولها بكل ما يتعلق بشؤون الحياة اليومية والثقافة بكافة أشكالها.
يؤكد هابرماس على الدور الكبير لوسائل الإعلام في المجال العام، إذ تقوم وسائل الإعلام (كمجالات عامة) بدور مزدوج، فهي تقوم بإتاحة الفرصة للأفراد للتعبير عن الرأي والحوار، لكنها أيضا تنقل رأي السلطة وتوجهاتها للمواطنين. إن دور وسائل الإعلام التقليدية (التلفزيون، الإذاعة، الصحف، المجلات) في الديمقراطية الحديثة قلت، وقد أثيرت تساؤلات هامة حول قدرتها كمواقع للنقد الإعلامي أو الجدال المنطقي، إن الديمقراطية أصبحت الأيدولوجية السائدة في الحياة الإعلامية الحديثة ومع ذلك فالفجوات بين الأيدولوجية والممارسة ظاهرة لأن دور وسائل الاتصال الجماهيرية في دعم النماذج الديمقراطية لم تلغ وجود المراكز القديمة للمجال العام، لكنها لم تعد أماكن للنقد السياسي أو الجدال المنطقي. فمثلا التليفزيون يبعد الأفراد عن بعضهم فالجدال العام في التليفزيون والصحف ينتج القليل من الجدال المنطقي الانتقادي حسب نظرية هابرماس. وبدلا من إعداد تقارير عن السياسات فإن وسائل الإعلام أصبحت مشاركا فعالاً في العملية السياسية من خلال دورها في الانتشار، وأصبحت هامة للحياة السياسية والسياسيين. فالأحداث التي يتم تناولها في التليفزيون يمكن أن تحدث قدراً من التأثير التليفزيوني فالمجادلات والمناظرات التليفزيونية تسمح لوجهات النظر المختلفة أن تتصادم فيحدث التأثير لكن يبقى دور التليفزيون في تشكيل الإرادة العامة أو الرأي العام دور بسيط، فاختيار الموضوعات في التليفزيون يعكس نفوذ المعلنين حتى أن برامج الجمهور في التليفزيون التي تقدم منتدى للجماعات المهمشة تحكمها بعض القيود رغم أن هذه البرامج يمكن أن تقدم فرص للمواطنين للمشاركة خاصة المواطنين الذين يشعرون بأن حقوقهم الديمقراطية مفقودة.
بالنسبة للصحافة فإنها كمهنة يمكن أن تلعب دوراً في حفظ المجال العام إلا أن ما يحد هذه القدرة هو الاتجاهات التجارية التي تسيطر على الصحافة ووسائل الإعلام والتي تهدد التوازن داخل هذه الوسائل بين الاهتمامات العامة للدولة والمواطنين وبين مصالح المعلنين.

## نقد نظرية المجال العام
1. إن نظرية المجال العام تنطبق على فترات معينة في التاريخ الأوروبي فقط.
2. بظهور التناقضات الاجتماعية في هذه النظرية فإن الحوار يفقد سمة المناقشة والعقلانية الخالية من السيادة والسلطة مما يسبب اختراقا بين الدولة والمجتمع بشكل متزايد.
3. كمفهوم يحتاج أن يتم فهمه كوضع بنائي مما يتطلب إعادة النظر في فكرة هابرماس للمجال العام كي تتضمن جماعات اجتماعية أكثر مما يسمح بتأكيد الصراع الاجتماعي الذي يكون موجوداً في المجال العام، وعلى الرغم من الانتقادات السابقة وغيرها إلا أن هابرماس بدراسته حول التحول البنائي في المجال العام قدم مفهوما جديداً داخل العلم الاجتماعي بتخصصاته مما دفع العديد من الباحثين والسياسيين والعلماء بالاشتغال بهذا المفهوم الجديد.

## خصائص الإعلام الإلكتروني
يتمتع الإعلام الإلكتروني بمجموعة من الخصائص التي تميزه عن بقية أنواع الإعلام الأخرى وهي:
1. خاصية التوفر: فالإعلام الإلكتروني متوفر دائما إذ يمكن للإعلامي أو المواطن أن يحصل على أية معلومة تم نشرها على موقع إلكتروني أو صحيفة إلكترونية دون طلب الرخصة لاعطائه تلك المعلومة وفي أي وقت كان، ويوفر أرشيفاً إعلامياً إلكترونياً للجميع دون قيود.
2. خاصية الشمولية: أي التنوع والشمول في المحتوى، إذ كان الإعلامي في الاعلام التقليدي يعاني من مشكلة عدم وجود فسحة كافية أو مساحة مخصصة لطرح موضوع أو إنجاز عمل إعلامي أو كتابة مقالة في الوسائل المقروءة أو المسموعة أو المرئية، لكن بفضل الإنترنت الذي سمح بأنشاء مواقع ومدونات وصحف ومجلات إلكترونية.
3. خاصية المرونة: تبرز خاصية المرونة بشكل جيد بالنسبة للمتلقي (مستخدم الإنترنت) إذ يمكن له إذا كان لديه الحد الأدنى من المعرفة بالانترنت أن يتجاوز عدداً من المشكلات الاجرائية التي تعترضه، وكلما إزدادت قدرات الكومبيوتر تزداد مرونة التعامل مع الإنترنت من الناحية التقنية، أما على المستوى الإعلامي فتبرز خاصية المرونة من خلال قدرة المستخدم على الوصول بسهولة إلى عدد كبير من مصادر المعلومات والمواقع وهذا ما يتيح له فرصة انتقاء المعلومات التي يراها جيدة وصادقة والتمييز بينها وبين المواقع التي تقدم معطيات مزيفة مع العلم أن القدرة على تزييف المعلومة قد ازدادت كثيراً مع ظهور الإنترنت الذي سهل كثيراً من عمليات تركيب الصور وتعديل الأصوات وغيرها.
4. خاصية الانفتاحية: ونسبة كبيرة منه تتسم بالاستقلالية عن المؤسسات الحكومية، وهو نوعا ما مجاني وساهم إلى حدود معينة في إضعاف الهيمنة الكبيرة لرأس المال والشركات الكبرى والحكومات على الإعلام في العالم.
5. خاصية الانسيابية من الرقابة: إذ أعطى الحرية المطلقة وتخطى الحدود والحواجز المحلية والدولية وحدود القانون والرقابة المرتكزة على تقييد حرية الاعلام والمعتقد والتعبير في معظم بلدان العالم، فهو يتميز بسرعة تغطية الاحداث ونقل الخبر بشفافيه بدون قيود وسهولة التصفح والحصول على المعلومة والبحث عنها، وسمح للفرد من إبداء رأيه دون قلق أو خوف من الملاحقة وللنقد والتعليق على الموضوع الإلكتروني.
6. خاصية التعددية الثقافية: فالإعلام الإلكتروني يسر موضوع التعبير عن الذات والحوار الحضاري، إذ روج لثقافة احترام الرأي الأخر عن طريق توفير فرص التفاعل والمداخلات المستمرة والتواصل بين الإعلامي والجمهور وبطرق مختلفة، وأعطى فرصة للجمهور من مختلف شرائح المجتمع لأن يكونوا إعلاميين من خلال مساهماتهم وكتاباتهم وتقديمهم البرامج الاعلامية المحترفة وتبادلها فيما بينهم وعدم اقتصارها على النخب.
7. خاصية التواصلية: ساهم الاعلام الإلكتروني بشكل ملحوظ في بناء جسور من التواصل بين القائم بالاتصال ومستقبل الرسالة مما كان له بالغ الأثر في تفاعل كل من الجانبين مع الأخر حيث أتاحت التكنولوجيا الرقمية أداة تمكن الجمهور من التعبير عن رأيه حول المادة المقدمة من حيث تبادل التعليقات وتشكيل شبكة للاتصالات والتواصل التجمع بين الكثير من التوجهات وتنمية الحوار الهادف والتعود على تقبل الآخر مهما اختلفت وجهات النظر.
8. خاصية التطور السريع: ان الاعلام الإلكتروني يتطور بشكل سريع ومتواصل وأصبح ظاهرة عالمية لا يمكن الاستغناء عنها بحيث أصبح الاداة الاساسية في تسيير الاقتصاد الرأسمالي المعولم والإدارة الحكومية وذلك بفضل الإنترنت الذي يعتبر وسيلته الاساسية، فالاحصائيات والدراسات العالمية تشير إلى ان استخدام الإنترنت في العالم يتزايد بشكل كبير جدا، ويتطور بشكل سريع ومتواصل.
9. خاصية البناء الثقافي: إذ يساهم في انتشار الثقافة الإلكترونية بين أفراد المجتمع وخاصة في مجال التعليم الإلكتروني9 (والحقيبة الإلكترونية للطالب، وزيادة استخدام التسويق الإلكتروني أو التجارة الإلكترونى وهي عملية ترويج الأعمال والبيع للعملاء من خلال استخدام الإنترنت، بالإضافة إلى ارتفاع أعداد مستخدمي الإنترنت بشكل عام وانخفاض تكلفة أسعار النشر الإلكتروني مقارنة بأسعار النشر الورقي.
10. خاصية المستقبلية: انه اعلام المستقبل، باعتماده على التكنولوجيا الحديثة بما يخفض من تكاليفه ويوسع من دائرة مستخدميه، فأنتشار أجهزة النشر الإلكتروني ووسائل الإتصال الإلكترونية المحمولة في كف اليد والتي يستطيع حاملها الدخول على الإنترنت ومطالعة موقعه الإلكتروني المفضل أو قراءة صحيفته المفضلة من أي مكان وفي أي زمان، وكل ذلك يصاحبه استمرارية انخفاض أسعار هذه الأجهزة.
11. خاصية التفاعلية: سرعة استجابة الجمهور وسهولة مناقشة الحدث أو الموضوع إذ أدخل الجمهور كشريك أساسي في صنع محتوى الاعلام ومكّن الجمهور من أن يتفاعل مع المادة الإعلامية من خلال النص المكتوب والصوت والصورة والفيديو وحفظ نسخة من النص وسهولة الرجوع للنص في أي وقت أو إرسالها لشخص آخر، أو التعليق على الخبر أو المقال وقراءة تعليقات وآراء الآخرين على الموضوع.
12. خاصية التحديث: إذ يتم تحديث وتجديد الأخبار والمواد الاعلامية بإستمرار دون مواعيد ثابتة، فالمحتوى الإعلامي الإلكتروني يتمتع بالسبق والقدرة على التفاعل واستخدام الصورة ومقاطع الفيديو، والخلفيات والمعلومات الأساسية والتحليلات ومقالات الرأي ذات العلاقة، مما يضفي تفاعلا حقيقياً مع المواد الإعلامية.
13. لمساحة الجغرافية: يمكن للموقع الاعلامي أن يصل - عن طريق الإنترنت – إلى مختلف أنحاء العالم على عكس عدد كبير جدّا من وسائل الاعلام التقليدية التي تكون مقيدة – في أغلب الاحيان – بحدود جغرافية محددة. وحتى إذا تمكنت بعض وسائل الاعلام التقليدية من تجاوز «محليتها» فإنها لاتضمن نشر رسائلها الاعلامية إلا على عدد محدود من المتلقين في العالم، لذلك تسعى غالبية الوسائل الاعلامية إلى شق طريقها واستحداث نسخة إلكترونية لها في الإنترنت.
14. عامل الكلفة : يبرز هذا العامل خاصة على مستوى الصحافة المكتوبة، وبشكل أكبر عندما يتم تأسيس موقع إعلامي إلكتروني من حيث أنه يوفر على صاحب جريدة ما جزءا من تكاليف طبع وتوزيع النسخة الورقية للجريدة ويضمن له في الوقت نفسه عددا أكبر من القراء*, ولكن هناك إشكالية تعترضنا في هذا المجال، حيث يمكن لمدير الصحيفة من تغطية ميزانية الجريدة من خلال النسخة الورقية، ويمكن أن يغطي جزءا آخر من الميزانية من مردودية الاشهارات، وهذا ما يختلف عند الحديث عن تأسيس موقع إلكتروني للصحيفة من ناحية المردودية وهنا نلاحظ عامل الكلفة بالنسبة للصحيفة، فالصحيفة الناجحة تحاول أن توافق بين إصدار أعداد ورقية، وفي نفس الوقت تحاول إنشاء موقع لها على شبكة الإنترنت.

## سمات الإعلام الإلكتروني
يتسم الإعلام الإلكتروني بعدد من السمات أهمها:
1. سرعة انتشار المعلومات ووصولها إلى أكبر شريحة وفي أوسع مجتمع محلي ودولي وفي أسرع وقت وأقل تكاليف والنقل الفوري للأخبار والأحداث والوقائع ومتابعة التطورات التي تطرأ عليها مع قابلية تعديل وتحديث وتجديد الأخبار والنصوص الإلكترونية في أي وقت، مما جعله ينافس الوسائل الاعلامية التقليدية.
2. توفير للوقت والجهد والمال، فالإعلام الإلكتروني لايحتاج إلى مقر واحد ثابت يحوى كل الكادر الإعلامي لأنه يبث عبر الإنترنت فهو لايحتاج إلى توفير المباني والمطابع والورق ومستلزمات الطباعة ومتطلبات التوزيع والتسويق، والعدد الكبير من الموظفين والمحررين والعمال، مما يقلل ذلك من حجم التكاليف المالية مقارنة بالاعلام التقليدي. وغالبا ما يعتمد الإعلام الإلكتروني على التمويل من خلال الاعلانات.
3. منحت تقنيات الاعلام الإلكتروني عملية رجع الصدى .
4. إمكانيات حقيقية لم تكن متوفرة من إمكانية الحصول على احصاءات دقيقة عن زوار مواقع الإعلام الإلكتروني، ويوفر مؤشرات عن أعداد قرائه وبعض المعلومات عنهم كما تمكنه من التواصل معهم بشكل مستمر.
5. يوفر أرشيف وقاعدة معلوماتية للإعلامي في كل وقت، إذ يوفر الاعلام الإلكتروني فرصة حفظ أرشيف الكتروني سهل الاسترجاع غزير المادة، حيث يستطيع الزائر أو المستخدم أن يبحث عن تفاصيل حدث ما أو يعود إلى مقالات قديمة بسرعة قياسية بمجرد أن يذكر اسم الموضوع.
6. فرض الإعلام الإلكتروني واقعاً مهنياً جديداً فيما يتعلق بالإعلاميين وإمكانياتهم وشروط عملهم، فقد أصبح المطلوب من الإعلامي المعاصر أن يكون ملما بالامكانيات التقنية وبشروط الكتابة للانترنت وللصحافة الالكترونية كوسيلة تجمع بين نمط الصحافة ونمط التلفزيون المرئي ونمط الكومبيوتر.
7. إتاحة الفرصة للشباب وشرائح المجتمع كافة للمساهمة بابداعاتهم وهواياتهم .
8. توسيع دائرة التنافس الإعلامي بين المواقع والمنتديات والصحف والمجلات الإلكترونية المختلفة من خلال ماتقدمه من مقالات وبرامج تعليقات تميز أحدها عن الأخرى.
9. تنامي دور القطاع الخاص في مجال العمل الإعلامي

## العقبات التي تواجه تطور الإعلام الإلكتروني
رغم الإيجابيات والخصائص والسمات العديدة التي يتحلى بها الإعلام الإلكتروني إلا أن هناك مجموعة من السلبيات والعقبات التي تواجه الإعلام الإلكتروني وتحد من تطوره وانتشاره ومن أهمها :
- ندرة الإعلامي الإلكتروني، المزود بالمهارات والمعارف اللازمة لممارسة مهام عمل الإعلام الإلكتروني بشكل محترف.
- المنافسة الشديدة بين المواقع الإعلامية الإلكترونية، إذ ترجح الكفة دوما إلى صالح المواقع الأكثر تطوراً من الناحية التقنية والأكبر حجما على مستوى المضمون مما قد تساهم هذه المنافسة في التخفيف من طموح وسائل الاعلام في احتلال جزء كبير على الإنترنت.
- صعوبات الحصول على التمويل، إذ يعاني الإعلام الإلكتروني من صعوبات مادية تتعلق بتمويله وتسديد مصاريفه، وإن عدم توفر دخل من قبل المواقع الإعلامية الإلكترونية يؤثر في عملية تمويله، فأغلب المواقع الالكترونية على الاعلانات لتحقيق الربح ولكن أغلب المؤسسات والشركات لاتؤمن بالإعلانات على المواقع الإلكترونية وتشعر بعدم الثقة في الإعلام الإلكتروني.
- غياب التخطيط للإعلام الإلكتروني نوعاً ما وعدم وضوح الرؤية المستقبلية له.
- عدم توفر الامكانيات التقنية في بعض الدول، مما أثر على عملية تقدم وتطور الإعلام الإلكتروني.
- الحاجة إلى السرعة في البث الإلكتروني، والسرعة سلاح ذو حدين، قد تحمل المؤسسة أو الجهة المسؤولة عن الموقع الإلكتروني إلى النجاح أو قد تدفعه إلى الخسارة.
- انعدام القوانين والضوابط الخاصة بعمل الإعلام الإلكتروني، وعدم خضوعه للرقابة، وذلك أدى إلى الإساءة في استخدام تقنية الإعلام الإلكتروني وإستغلالها لعرض مواد مشبوهة ومخالفة للقوانين والعادات والتقاليد الاجتماعية.
- صعوبة الوثوق والتحقق من صحة ومصداقية العديد من البيانات والمعلومات التي تحويها بعض المواقع الالكترونية في ظل الحاجة إلى التعزيز المتواصل للقدرات الثقافية والتعليمية للمتلقي. فليست كل المواقع والمدونات الالكترونية مصدراً للمعلومة، كما أنها يمكن أن تضعف من قوة وسائل الاعلام الحرفية، وأن تتسبب في ضعف أسلوب الكتابة واندثار أخلاقيات الكلمة.
- انتهاك حقوق النشر والملكية الفكرية وسهولة الترويج للمعلومات الزائفة من خلال الإنترنت وظهور الأجيال الحديثة من أجهزة الكومبيوتر المتطورة القادرة على تغيير شكل المعطيات وخاصة على مستوى الصور.
- أثر سلبا في الحياة الأسرية والاجتماعية، وتدخله في إنشاء الجيل الجديد، من خلال نشر الثقافة الالكترونية بينهم وتداول الموضوعات المختلفة.
- مؤسسات الإعلام الإلكتروني عملت على التناقص في عدد الموارد البشرية في المؤسسة الاعلامية، وبالتالي زادت في حجم البطالة وعدم توفر فرص العمل.
- قلة عدد جمهور الإعلام الإلكتروني بالمقارنة بجمهور الإعلام التقليدي، وذلك نظراً لانحصاره في إطار مستخدمي الإنترنت وهم قليلون رغم التزايد المستمر في عددهم.
- قلة الشرعية القانونية الذي يعانيها الإعلام الإلكتروني، مثله مثل معظم الخدمات الالكترونية كالنقود الالكترونية والتوقيع الإلكتروني.